# Sono un pirata, sono un signore
Sono un pirata, sono un signore es un disco de 1978 de Julio Iglesias, el  primero grabado en italiano,  considerado un debut exitoso  para el cantante español en Italia. El álbum contiene dos de sus canciones más famosas en Italia, a saber, Pensami (la versión italiana de "Júrame", escrita en la década de 1920 por la compositora mexicana María Grever ) y Sono un pirata, sono un signore.

## Lista de Canciones
1. "Pensami (Júrame)" (Gianni Belfiore, Maria Grever) 4:05
2. "Sono un Pirata Sono un Signore (Soy un Truhán Soy un Señor)" (Julio Iglesias, Manuel De La Calva, Ramon Arcusa, Belfiore) 3:00
3. "Dove Sarai (Donde Estaras)" (Belfiore, Arcusa, De La Calva) 3:03
4. "Amico (Gavilan o Paloma)" (Rafael Pérez Botija, Belfiore) 4:38
5. "Abbracciami (Abrázame)" (Belfiore, Iglesias, Rafael Ferro) 3:45
6. "Restiamo Ancora Insieme (Para Que No Me Olvides)" (Ray Girado, Belfiore) 4:07
7. "33 Anni (33 Años)" (Belfiore, Iglesias) 3:48
8. "Seguirò II Mio Cammino (Seguire mi Camino)" (Belfiore, Iglesias, Dino Ramos) 3:11
9. "Sono Sempre Io (Cada Día Mas)" (Ramos, Belfiore, Iglesias) 3:12
10. "Stai (Limelight)" (Charlie Chaplin, Decio Ardo, Belfiore) 5:02

- Datos: Q3964887